# مرزيفون
مرزيفون (بالتركية: Merzifon) قرية تقع إدارياً ضمن أماصيا في تركيا. ويبلغ عدد سكانها 54,709 نسمة حسب تعداد 2013. تعتمد مرزيفون للبريد على الرمز البريدي 05300 وللاتصالات على رمز الاتصال الهاتفي المحلي 0358.

## أعلام
- نفزات تارهان
- قرة مصطفى باشا
- إرديم تورتكن

## وصلات خارجية
- الموقع الرسمي